# Johannes Pettersson (socialdemokrat)
Johannes Pettersson  (i riksdagen kallad Pettersson i Stora Kil), född 17 oktober 1882 i Grava församling, död 19 februari 1945 i Stora Kils församling, var en svensk stationsförman och socialdemokratisk politiker i Sveriges riksdag.
Pettersson var ledamot av riksdagens första kammare från 1940, invald i Värmlands läns valkrets.